# Jack Weston
Pour les articles homonymes, voir Weston.
Jack Weston, de son vrai nom Morris Weinstein, né le 21 août 1924 à Cleveland, en Ohio, aux (États-Unis), et mort le 3 mai 1996 à New York, dans l'État de New York, aux (États-Unis), est un acteur américain.
Il est connu pour son rôle de Oscar dans Short Circuit 2.

## Filmographie
- 1952 : Captain Video and His Video Rangers (en) (série TV)
- 1953 : Rod Brown of the Rocket Rangers (en) (série TV) : Wilbur « Wormsey » Wormser
- 1958 : Les Feux du théâtre (Stage Struck) : Frank
- 1958 : Je veux vivre ! (I Want to Live!) : NCO
- 1959 : Les Dix Commandements (The Ten Commandments) (TV)
- 1959 : Les Incorruptibles (The Untouchables, épisode Le Roi de l'artichaut) : Ciro Terranova
- 1959 : Mirage de la vie (Imitation of Life) : Tom
- 1960 : La Quatrième Dimension (The Twilight Zone, épisode Marple Street) : Charlie Farnsworth
- 1960 : Ne mangez pas les marguerites (Please Don't Eat the Daisies) : Joe Positano
- 1960 : Le Dingue du palace (The Bellboy) de Jerry Lewis : President of Paramount Pictures
- 1960 : My Sister Eileen (en) (série TV) : Chick Adams
- 1960 : The Renegade (TV) : H.P. Daggett
- 1961 : Il a suffi d'une nuit (All in a Night’s Work) : Lasker
- 1961 : Branle-bas au casino (The Honeymoon Machine) : Signalman Burford Taylor
- 1961 : The Hathaways (en) (série TV) : Walter Hathaway
- 1962 : L'Increvable Jerry (It’$ Only Money) : Leopold
- 1963 : Palm Springs Weekend : Coach Fred Campbell
- 1963 : La Quatrième Dimension (The Twilight Zone) (Série TV) : épisode Le Chantre (The Bard) (saison 4, épisode 18) : Julius Moomer
- 1964 : The Incredible Mr. Limpet : George Stickel
- 1964 : Mr. and Mrs. (TV) : Cash
- 1965 : Mirage : Lester
- 1965 : Le Kid de Cincinnati (The Cincinnati Kid) : Pig
- 1966 : Fame Is the Name of the Game (TV) : Griffin
- 1967 : Code Name: Heraclitus (en) (TV) : Gerberman
- 1967 : Ready and Willing (TV) : Sergeant Herbert Willing
- 1967 : Seule dans la nuit (Wait Until Dark) : Carlino
- 1968 : Piège à San Francisco (The Counterfeit Killer) (TV) : Randolph Riker
- 1968 : L'Affaire Thomas Crown (The Thomas Crown Affair) : Erwin Weaver
- 1968 : Now You See It, Now You Don't (TV) : Prince Haroun
- 1969 : Folies d'avril (The April Fools) : Potter Shrader
- 1969 : Fleur de Cactus (Cactus Flower) : Harvey Greenfield
- 1971 : A New Leaf : Andy McPherson
- 1972 : Les Poulets (Fuzz) : Détective Meyer Meyer
- 1973 : I Love a Mystery (TV) : Job Cheyne
- 1973 : Chelsea D.H.O. (TV) : Mr Randall
- 1973 : La Dernière rançon (en) (Deliver Us from Evil) (TV) : Al Zabrocki
- 1973 : Marco (en) : Maffio Polo
- 1976 : Gator de Burt Reynolds : Irving Greenfield
- 1976 : The Ritz : Gaetano Proclo
- 1977 : 79 Park Avenue (en) (feuilleton TV) : Joker Martin
- 1979 : Cuba : Larry Gutman
- 1980 : Rien n'arrête la musique (Can't Stop the Music) : Benny Murray
- 1983 : Les Aventuriers du bout du monde (High Road to China) : Struts
- 1981 : Les Quatre Saisons (The Four Seasons), d'Alan Alda : Danny Zimmer
- 1986 : Les Bons tuyaux (en) (The Longshot) : Elton
- 1986 : Si c'était demain (If Tomorrow Comes) (feuilleton TV) : Oncle Willie
- 1986 : Rad (en) : Duke Best
- 1987 : Ishtar : Marty Freed
- 1987 : Dirty Dancing : Max Kellerman
- 1988 : Appelez-moi Johnny 5 (Short Circuit 2) : Oscar Baldwin